# Desmodium tastense
Desmodium tastense är en ärtväxtart som beskrevs av Townshend Stith Brandegee. Desmodium tastense ingår i släktet Desmodium och familjen ärtväxter. Inga underarter finns listade i Catalogue of Life.